# Lindell Wigginton

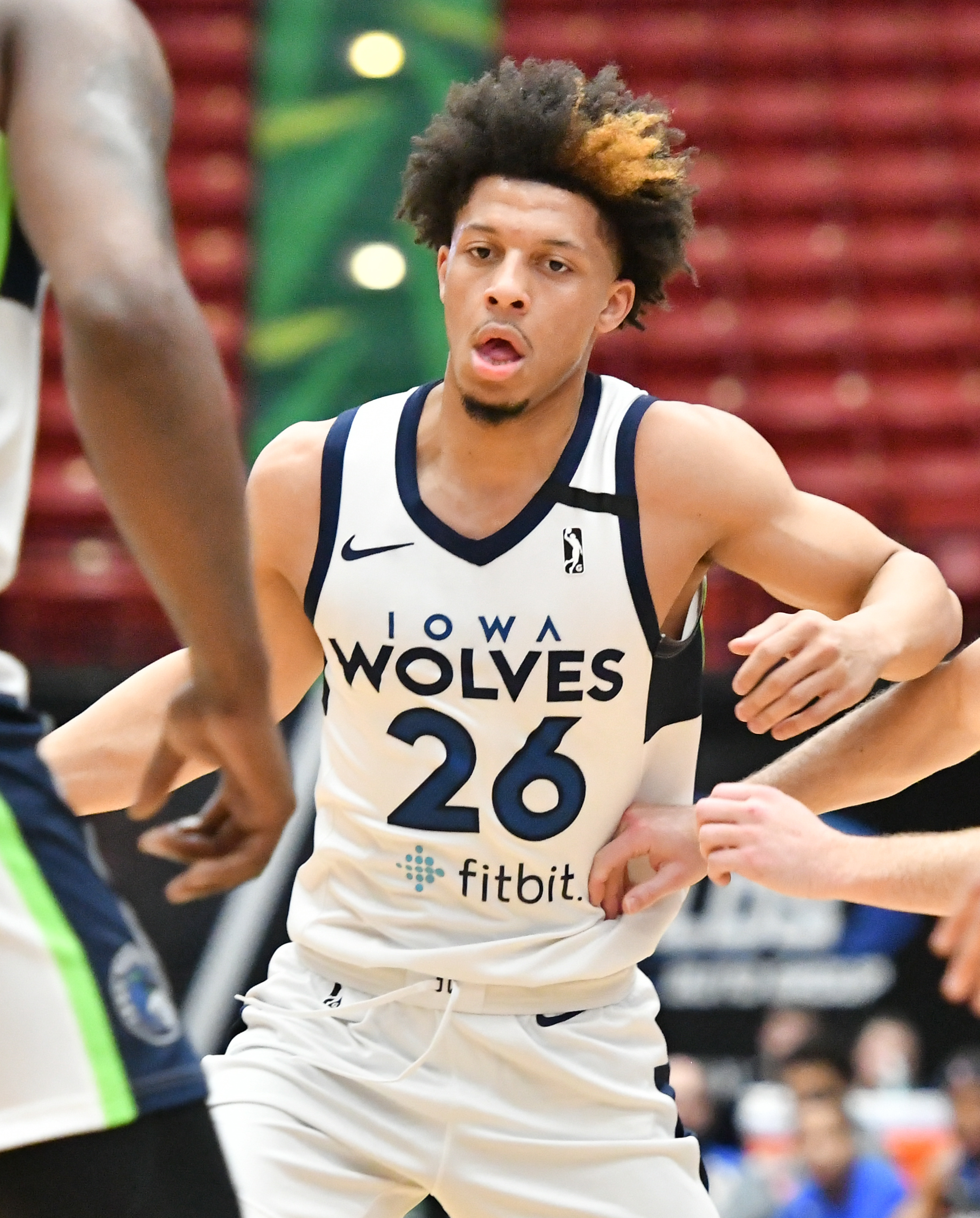
Lindell Wigginton, 2020.

Lindell Shamar Wigginton, född 28 mars 1998 i Halifax i Nova Scotia, är en kanadensisk professionell basketspelare (PG) som spelar för Milwaukee Bucks i National Basketball Association (NBA).
Wigginton blev aldrig NBA-draftad.
Innan Wigginton blev proffs studerade han vid Iowa State University och spelade för universitetets idrottsförening Iowa State Cyclones.